# Kanton Aubenton
Aubenton is een voormalig kanton van het Franse departement Aisne. Het kanton maakte deel uit van het arrondissement Vervins. Het werd opgeheven bij decreet van 21 februari 2014, met uitwerking in maart 2015.

## Gemeenten
Het kanton Aubenton omvatte de volgende gemeenten:
- Any-Martin-Rieux
- Aubenton (hoofdplaats)
- Beaumé
- Besmont
- Coingt
- Iviers
- Jeantes
- Landouzy-la-Ville
- Leuze
- Logny-lès-Aubenton
- Martigny
- Mont-Saint-Jean
- Saint-Clément